# George John Szemler
George John Szemler (Geburtsname György János Szendy, * 17. August 1928 in Szombathely; † 28. Februar 2003 in Chicago) war ein US-amerikanischer Althistoriker ungarischer Herkunft.
Szendy wuchs in Szombathely auf. Während des Zweiten Weltkriegs trat er 1944 mit seiner ganzen Klasse in die Infanteriedivision St. László ein. Er geriet mit den wenigen Überlebenden in sowjetische Kriegsgefangenschaft, aus der er 1945 wegen seines Alters entlassen wurde. 1947 übersiedelte er nach Österreich und studierte an der Universität Innsbruck Geschichte und Klassische Philologie. Nachdem er den Lizenziat erworben hatte (1950), wanderte er in die USA aus. Um seine Familie in Ungarn zu schützen, nahm er den Namen George John Szemler an (nach dem Geburtsnamen seiner Mutter).
In den USA arbeitete Szemler als Latein- und Geschichtslehrer, Organist und Chorleiter in Boys Town (Nebraska) und setzte seine Studien an der dortigen Creighton University, ehe er 1952 zum Militärdienst eingezogen wurde. Er diente in der United States Army Intelligence zwei Jahre lang als Übersetzer in Deutschland. 1954 nahm er seinen Abschied und erhielt damit das amerikanische Bürgerrecht. In Boys Town erwarb er 1956 den Masterabschluss.
1957 zog Szemler nach Chicago, wo er als Ryerson Fellow ein Promotionsstudium an der University of Chicago aufnahm und als Chorleiter an der katholischen St. Alphonsus-Kirche arbeitete. Von 1959 bis 1961 war er Dozent für Latein, Griechisch und Geschichte am Mundelein College. 1961 erhielt er eine Stelle als Assistant Professor of Ancient History an der Loyola University Chicago, wo er bis zu seiner Emeritierung wirkte (später als Full Professor, ab 1971 auch als Adjunct Professor of Classics). 1969 wurde er an der Universität Innsbruck zum Dr. phil. promoviert.
Szemlers Forschungsschwerpunkte waren die griechische Geschichte der archaischen und klassischen Zeit sowie die Organisation der römischen Priesterschaft. Als anerkannter Spezialist auf diesem Gebiet verfasste er auch einen grundlegenden Artikel für die Realenzyklopädie der klassischen Altertumswissenschaft (RE).
Szemler war seit dem 2. Februar 1957 mit Barrie Redfearn verheiratet. Ihre Kinder sind John Francis, Jessica Marie und Jennifer Szemler.

## Schriften (Auswahl)
- The Priest of the Roman Republic. A Study of Interactions Between Priesthoods and Magistracies. Brüssel 1972 (Latomus 127)
- Pontifex. In: Paulys Realencyclopädie der classischen Altertumswissenschaft (RE). Supplementband XV, Stuttgart 1978, Sp. 331–396.
- mit William J. Cherf und John C. Kraft: Thermopylai. Myth and Reality in 480 B.C. Chicago 1996
- Prison Years: In the House of the Living Dead. The Diary of the Most Rev. László Szendy. Chicago 2002